# Cercis canadensis
Cercis canadensis е вид растение от семейство Бобови (Fabaceae).

## Разпространение
Видът е разпространен в Аржентина, Мексико (Идалго, Колима, Нуево Леон, Сан Луис Потоси и Тамаулипас) и САЩ (Айова, Алабама, Аризона, Арканзас, Вашингтон, Вирджиния, Делауеър, Джорджия, Западна Вирджиния, Илинойс, Индиана, Калифорния, Канзас, Кентъки, Кънектикът, Луизиана, Масачузетс, Мериленд, Мисисипи, Мисури, Мичиган, Небраска, Невада, Ню Джърси, Ню Йорк, Оклахома, Охайо, Пенсилвания, Северна Каролина, Тексас, Тенеси, Флорида, Южна Каролина и Юта).
Регионално е изчезнал в Канада (Онтарио).